# Pretty Amazing Grace
"Pretty Amazing Grace" is een nummer van de Amerikaanse zanger Neil Diamond. Het nummer werd uitgebracht op zijn album Home Before Dark uit 2008. Dat jaar werd het nummer uitgebracht als de eerste single van het album.

## Achtergrond
"Pretty Amazing Grace" is geschreven door Diamond en geproduceerd door Rick Rubin. Het is een akoestisch nummer waar geen drumstel op te horen is. In een interview met de krant The Sun vertelde Diamond over het nummer: "Ik kijk terug naar 'Pretty Amazing Grace' en voor mij is het een nummer over de perfecte liefde. Voor iemand anders betekent het iets anders. Er was geen vooropgezet idee. Wat betekent het allemaal? Ik weet het niet, en het interesseert me ook niet. Het is gewoon wat het is. Ik heb hetzelfde gevoel over alle nummers."
"Pretty Amazing Grace" werd verrassend genoeg een hit in het Verenigd Koninkrijk, waar het tot plaats 49 in de hitlijsten kwam. Het was de eerste single van Diamond die de Britse hitlijsten behaalde sinds "Morning Has Broken" uit 1992, dat de 36ste plaats behaalde. In Vlaanderen kwam de single tot plaats 27 in de Radio 2 Top 30. In Nederland bereikte het geen hitlijsten, maar bleek het wel een populair nummer. Zo stond het een aantal jaren in de NPO Radio 2 Top 2000, met een 919de plaats in 2010 als hoogste notering.

## NPO Radio 2 Top 2000
| Nummer met noteringen in de NPO Radio 2 Top 2000 | '09 | '10 | '11  | '12  | '13  | '14  |
| ------------------------------------------------ | --- | --- | ---- | ---- | ---- | ---- |
| Pretty Amazing Grace                             | 921 | 919 | 1359 | 1855 | 1782 | 1938 |

1. ↑  Een vetgedrukt getal geeft de hoogste notering aan.
2. ↑  2009 was het eerste jaar met een notering voor dit nummer.
3. ↑  Deze tabel is bijgewerkt tot en met de meest recente editie (2024).